# Pyknocyt

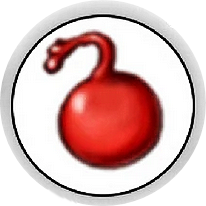
Pyknocyt

Een pyknocyt of pycnocyt is een afwijkende rode bloedcel. Het is een kleine, donkere, zeer dichte, samengebalde, pyknotische rode bloedcel met een of meer abnormale uitsteeksels, die geen centrale bleekheid en onregelmatig, niet helemaal bolvormig is.
Pyknocytose is een hemolytische aandoening die wordt gekenmerkt door de aanwezigheid van pyknocyten in het bloed. Het syndroom van pyknocytose bij baby's werd voor het eerst in 1959 beschreven door Tuffy et al.. Pyknocytose bij baby's is een zeldzame pediatrische hematologische aandoening.  Het is een potentiële oorzaak van hemolytische anemie bij pasgeborenen. Pyknocytose bij baby's presenteert zich doorgaans met geelzucht en ernstige bloedarmoede, waarvoor vaak bloedtransfusies nodig zijn. De hemolytische anemie is vaak voorbijgaand met een piekincidentie bij 3-4 weken na de geboorte, met spontane en volledig herstel na vier tot zes maanden. Een oorzaak voor deze aandoening is niet vastgesteld, maar enig bewijs, waaronder de aanwezigheid van gedehydrateerde rode bloedcellen op een perifeer bloeduitstrijkje die oxidatieve stress lijken te hebben ondergaan, wijst op oorzaken die een tekort aan antioxidanten zoals vitamine E of de aanwezigheid van een oxidatieve factor omvatten. De behandeling bestaat uit lichttherapie als de bloedbilirubinespiegels hoger zijn dan normaal voor de leeftijd van de baby en bloedtransfusie als de hemoglobine onaanvaardbaar laag of dalend blijkt te zijn. Ook een behandeling met recombinant erytropoëtine, subcutaan toegediend, bleek te werken.